# Gunvør Balle
Gunvør Balle (31. marts 1967 i Tórshavn) er en færøsk politiker (Tjóðveldi).
Hun har gymnasieeksamen fra Føroya Studentaskúli fra 1985, og er cand.merc. fra Copenhagen Business School fra 1993. Balle var derefter ansat ved salgsafdelingen i Peerless i et år, før hun flyttede med sin mand, som arbejdede for Maersk Oil A/S, til Qatar, hvor de boede i tre år. Balle var salgsleder ved skibsverftet Tórshavnar Skipsmiðja på Færøerne og direktør i PAM Offshore Service 1997–2005. I 2005 blev hun ansat hos Færøernes Udenrigsministerium og var Færøernes ambassadør i Island 2007–2010. I 2010 var hun med til at etablere P/F Atlantic Biotechnology i Oyri, hvor hun er direktør.
Hun blev valgt ind i Lagtinget på Færøerne ved 2011. Hun er næstformand i Lagtingets kulturudvalg og medlem af Færøernes delegation til Vestnordisk Råd. Hun stillede ikke op til lagtingsvalget 2015.

## Lagtingsudvalg
- 2011–2015 næstformand for Kulturudvalget